# Diana Rabe von Pappenheim

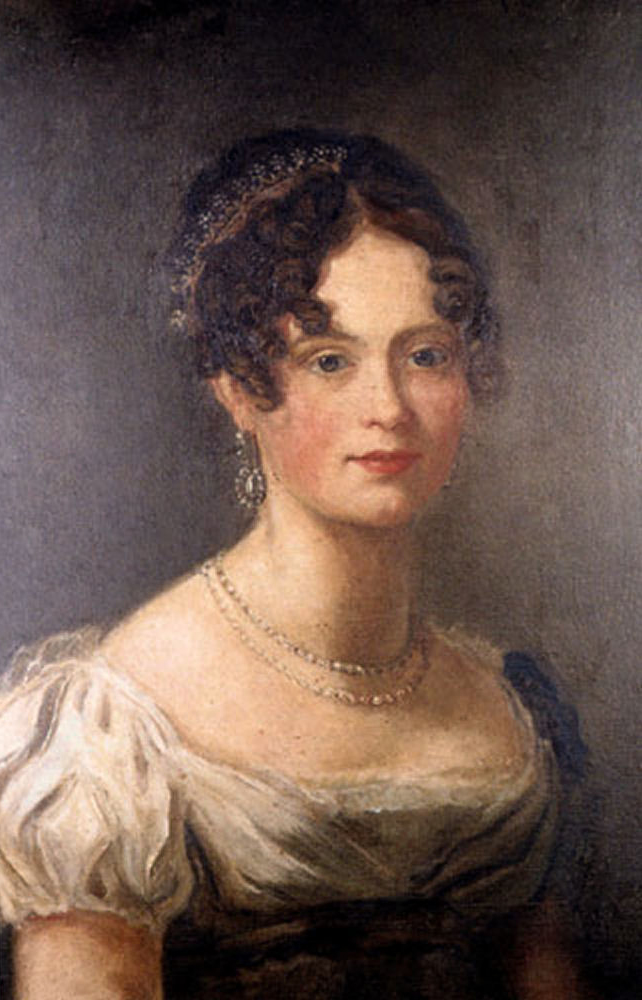
Diana Rabe von Pappenheim

Diana Rabe von Pappenheim (auch Diana von Pappenheim, * 25. Januar 1788 im Schloss Ollweiler bei Wuenheim im Elsass; † 18. Dezember 1844 in Weimar) war zeitweise Geliebte des Königs Jérôme Bonaparte von Westphalen.

## Herkunft
Dianas Vater war der Freiherr Gottfried Waldner von Freundstein (1757–1818), Artillerie-Offizier, Mitglied des Generalrats der Oberrheinischen Ritterschaft und der Reichsritterschaft in der Ortenau und der Wetterau, Sohn des Grafen Franz Ludwig Waldner von Freundstein (1710–1788), Herr zu Schmieheim, und dessen Frau Wilhelmine Auguste Sophie Eleonore von Berckheim zu Rappoltsweiler. Ihre Mutter war Friederike von Stein zu Nord- und Ostheim (1767–1797), Tochter des Freiherrn Dietrich Philipp August von Stein zu Nord- und Ostheim (1741–1803) und dessen Frau Maria Susanne Wilhelmine Elisabeth von und zu der Thann. Diana wuchs mit ihren Brüdern Theodor (1786–1864) und Eduard (1789–1880) und den Schwestern Isabelle, Cecile und Adele auf. Ihr Bruder Eduard Waldner von Freundstein (Edouard Waldner de Freundstein) wurde unter Napoleon Generalleutnant und Senator. Henriette von Oberkirch (1754–1803) war eine Schwester ihres Vaters. Ihr Onkel mütterlicherseits war der Gutsbesitzer Friedrich Georg von Stein.

## Leben

### Jugend
Als Folge der Französischen Revolution verlor die Familie den größten Teil ihres Besitzes und ihrer daraus resultierenden Einkünfte. Um die Zukunft und Versorgung der Töchter zu gewährleisten, wurden sie, nachdem sie das entsprechende Alter erreicht und die notwendige Bildung erlangt hatten, Hofdamen in fürstlichen Häusern. Diana und ihre Schwester Isabelle gingen zunächst 1802 nach Kassel, zwei Jahre später dann dach Weimar. Isabelle wurde Hofdame der Herzogin Luise (1757–1830), die nunmehr 16-jährige Diana bei der Erbprinzessin und Zarentochter Maria Pawlowna.

### Erste Ehe
In Weimar lernte die hübsche und lebenslustige Diana den über 20 Jahre älteren Kammerherrn Wilhelm Maximilian Rabe von Pappenheim (1764–1815) kennen, der sich in sie verliebte und sie im Jahre 1806 heiratete. Ein Jahr später wurde ihr Sohn Gottfried geboren. 1808, Diana erwartete ihr zweites Kind, musste das Paar in das inzwischen von Napoleon für seinen jüngsten Bruder Jérôme geschaffene Königreich Westphalen zurückkehren, um nicht enteignet zu werden: Jérômes Edikt lautete, dass alle im „Ausland“ lebenden „Westphalen“ bei Strafe der Einziehung ihrer Güter ins Land zurückzukehren hatten. Landadelige hatten sich bei Hof einzufinden.

### Geliebte des Königs
Kurz nach der Geburt ihres zweiten Sohnes Alfred Otto im September 1808 begab sich das Ehepaar Rabe von Pappenheim an den königlichen Hof in Kassel. Diana wurde Kammerfrau der Königin Katharina, ihr Ehemann Kammerherr Jérômes. Die Ehe der beiden war problematisch, nicht nur wegen des erheblichen Altersunterschiedes, sondern auch wegen Wilhelms Nervenleiden, das ihn schon vor Jahren zum Abschied vom kurhessischen Militär gezwungen hatte. Während er deshalb Linderung in verschiedenen Heilbädern suchte, und ihre beiden Söhne Gottfried und Alfred zu einem Pfarrer im Harz in Pension gegeben wurden, genoss Diana das Leben am Hofe des „Königs Lustig“. Dabei hatte sie offenbar eine besonders enge Beziehung zu Jérômes Favoriten, Pierre Alexandre le Camus: im August 1809 notierte der Pariser Gesandte in Kassel, Karl Friedrich Reinhard, dass Le Camus sich wegen seiner Heirat mit der Gräfin Adelaide von Hardenberg von Frau von Pappenheim getrennt habe. Da Le Camus dem König von ihr vorgeschwärmt hatte, hatte sie Jérômes Interesse geweckt, seinen Avancen aber wohl zunächst widerstanden, wie Reinhard in einer Notiz vom 10. August 1809 anzüglich vermerkte. Im März 1810 reiste sie jedoch mit dem Königspaar zur Hochzeit Napoleons mit Marie-Louise von Österreich nach Paris; ihr Mann reiste nicht mit.

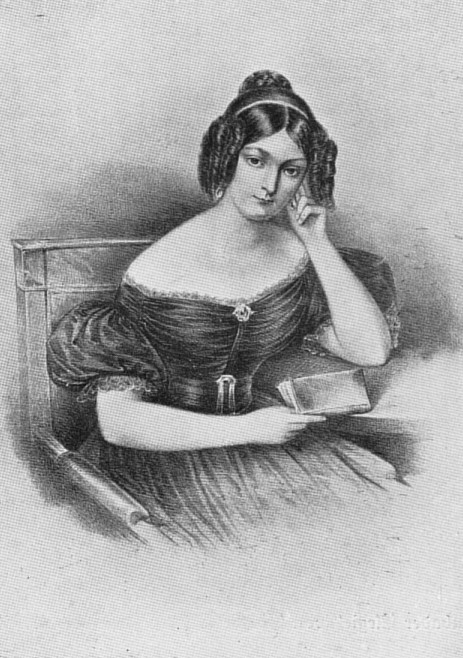
Tochter Jenny von Gustedt

Am 7. September 1811 brachte Diana eine Tochter zur Welt. Jérôme selbst hielt sie bei der Taufe, und sie erhielt die Namen Jeromée Catharina. Bekannt wurde sie als Jenny von Gustedt (1811–1890), Großmutter der Frauenrechtlerin und Schriftstellerin Lily Braun (1865–1916). Da die Ehe Dianas mit Wilhelm Rabe von Pappenheim noch bestand, erkannte dieser das Kind als seine eheliche Tochter an.
Knapp drei Monate später, am 30. November 1811, wurde Wilhelm Rabe von Pappenheim in den westphälischen Grafenstand erhoben. Dies half ihm, inzwischen Erster Kammerherr und Oberzeremonienmeister, aber offensichtlich nicht, mit der öffentlichen und skandalträchtigen Zerrüttung seiner Ehe zurechtzukommen. Er zog sich immer mehr vom Hof zurück, fiel zunehmend in Depressionen und brach schließlich zusammen. Nach einer erfolglosen Behandlung im Pariser Nervenkrankenhaus Hôpital de la Salpêtrière kehrte er auf sein Schloss Stammen zurück, dämmerte dort vor sich hin und starb zwei Jahre später, am 3. Januar 1815.
Es ist nicht bekannt, wo sich Diana in dieser Zeit bis zum Tode ihres Mannes aufhielt. Gewiss ist jedoch, dass sie weiterhin Jérômes Aufmerksamkeiten genoss. Am 4. Oktober 1813, in den letzten Tagen des Königreichs Westphalen – Kassel war am 30. September/1. Oktober von Kosaken des russischen Generals Tschernyschow eingenommen worden – gebar sie im Schloss Schönfeld in Kassel eine weitere Tochter, die nach ihrer Geburtsstätte den Namen Marie Pauline von Schönfeld erhielt. Das Kind wurde bald darauf heimlich nach Paris in das Kloster Notre Dame des Oiseaux gebracht und wuchs dort und bei Verwandten Dianas im Elsass auf. 1832 trat Marie Pauline als Nonne mit dem Namen Marie de la Croix in dieses Kloster ein, wurde Oberin des Konvents und starb dort 1873.

### Zweite Ehe

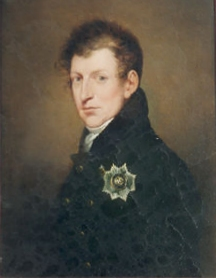
Ernst Christian August von Gersdorff (1829)

Diana ging nach dem Tode ihres Mannes 1815 mit ihrer Tochter Jenny wieder nach Weimar, wo sie bei ihrer Schwester Isabelle, die inzwischen den General August Karl von und zu Egloffstein geheiratet hatte, Aufnahme fand. Da auch die Erbprinzessin Maria Pawlowna sie wieder mit offenen Armen aufnahm, war ihre Stellung in der Weimarer Gesellschaft gesichert. Im Herbst 1815 lernte sie den seit 1811 verwitweten Geheimrat, Diplomaten und späteren Staatsminister Ernst Christian August von Gersdorff (1781–1852) kennen, der die Sachsen-Weimar-Eisenacher Delegation beim Wiener Kongress geleitet hatte und gerade nach Weimar zurückgekehrt war. Die beiden heirateten am 20. Januar 1816. Die Ehe währte 28 Jahre und scheint glücklich gewesen zu sein. Gersdorff nahm Dianas Tochter Jenny zu sich, ebenso wie auch die beiden Söhne Gottfried und Alfred Rabe von Pappenheim als Kameraden seines eigenen Sohnes Karl aus seiner ersten Ehe mit Amalie von Damnitz. 1821 kam die gemeinsame Tochter Cécile zur Welt. Diana widmete sich nun völlig ihrer großen Familie.

## Krankheit und Tod
Sie litt an einem chronischen und sich stetig verschlimmernden Gallenleiden und nahm deshalb ab 1830 Brunnenkuren in Karlsbad oder Bad Kissingen. Die Krankheit verschlechterte sich Anfang der 1840er-Jahre erheblich, aber eine Operation lehnte Diana ab. Sie starb am 18. Dezember 1844 im Alter von 56 Jahren. Ihr Leben lieferte später den Stoff zu einem Roman.